# Districtul Wiang Sa, Surat Thani
Wiang Sa (în thailandeză เวียงสระ) este un district (Amphoe) din provincia Surat Thani, Thailanda, cu o populație de 41.030 de locuitori și o suprafață de 427,6 km².

## Componență
Wiang Sa este subdivizat în 5 subdistricte (tambon), care sunt subdivizate în 64 de sate (muban).
| Nr. | Nume           | În thailandeză | Sate | Locuitori |  |
| --- | -------------- | -------------- | ---- | --------- |  |
| 1.  | Wiang Sa       | เวียงสระ        | 10   | 9,696     |  |
| 2.  | Ban Song       | บ้านส้อง         | 18   | 6,725     |  |
| 3.  | Khlong Chanuan | คลองฉนวน       | 12   | 8,382     |  |
| 4.  | Thung Luang    | ทุ่งหลวง         | 16   | 10,374    |  |
| 5.  | Khao Niphan    | เขานิพันธ์        | 8    | 5,853     |  |

|| 
|}